# Sunifred II. (Cerdanya)
Sunifred II. († 966) war ein Graf von Cerdanya, Conflent und Besalú aus dem Haus Barcelona. Er war der älteste der vier Söhne von Miró dem Jüngeren, Graf von Cerdanya, Conflent und Besalú, und dessen Frau Ava. Seine Brüder waren Wilfried II., Oliba Cabreta und Miró Bonfill.
Beim Tod seines Vaters 927 erbte Sunifred die Grafschaften Cerdanya und Conflent und beim erbenlosen Tod seines Bruders Wilfried II. 957 übernahm er auch Besalú. Über ihn ist kaum etwas bekannt. Er unterstützte die Gründung der Kirche Sant Pere von Besalú durch seinen Bruder Miró Bonfill. Am 1. Oktober 966 hatte er sein Testament verfasst und am 30. Oktober seine letzte Schenkung getätigt. Kurz darauf muss er gestorben sein.